# Diopsis diversipes
Diopsis diversipes är en tvåvingeart som beskrevs av Charles Howard Curran 1928. Diopsis diversipes ingår i släktet Diopsis och familjen Diopsidae.
Artens utbredningsområde är Kongo. Inga underarter finns listade i Catalogue of Life.